# Michael Timisela
Michael Timisela est un footballeur néerlandais, né le 5 mai 1986 à Amsterdam aux Pays-Bas. Il évolue comme arrière droit.

## Palmarès
VVV Venlo
- Eerste divisie (D2)
  - Vainqueur (1) : 2009